# شکار خرس

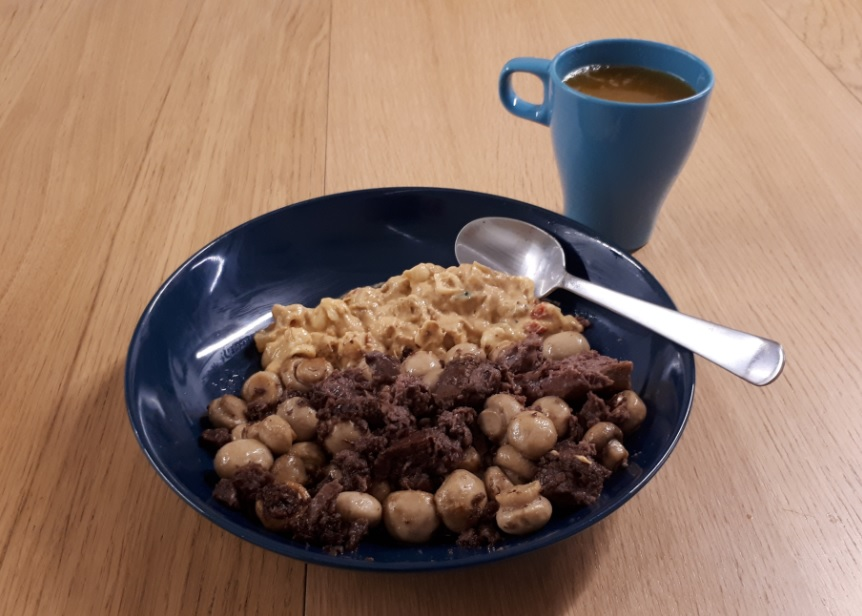
خوراک گوشت خرس، پاستا و قارچ در فنلاند

گوشت خرس، منبع غذایی انسانی است که از شکار انواع خرس (مخصوصاً خرس قهوه‌ای) تهیه می‌شود. گوشت خرس، یک غذای لوکس است که در کشورهایی همچون روسیه و فنلاند قابل تهیه است.

## تاریخچه و گسترهٔ جغرافیایی
در قرون وسطی، خوردن گوشت خرس بیشتر حرکتی سمبلیک بود. تغذیه گوشت خرس بیشتر در فرهنگ روسیه و قوم آینو (ژاپن) رایج است. این گوشت همچنان نیز در بعضی کوفته‌های طبخ شده در روسیه مورد استفاده قرار می‌گیرد.
خرس‌های قطبی منبع اصلی غذایی اینوئیت است.

## طبخ

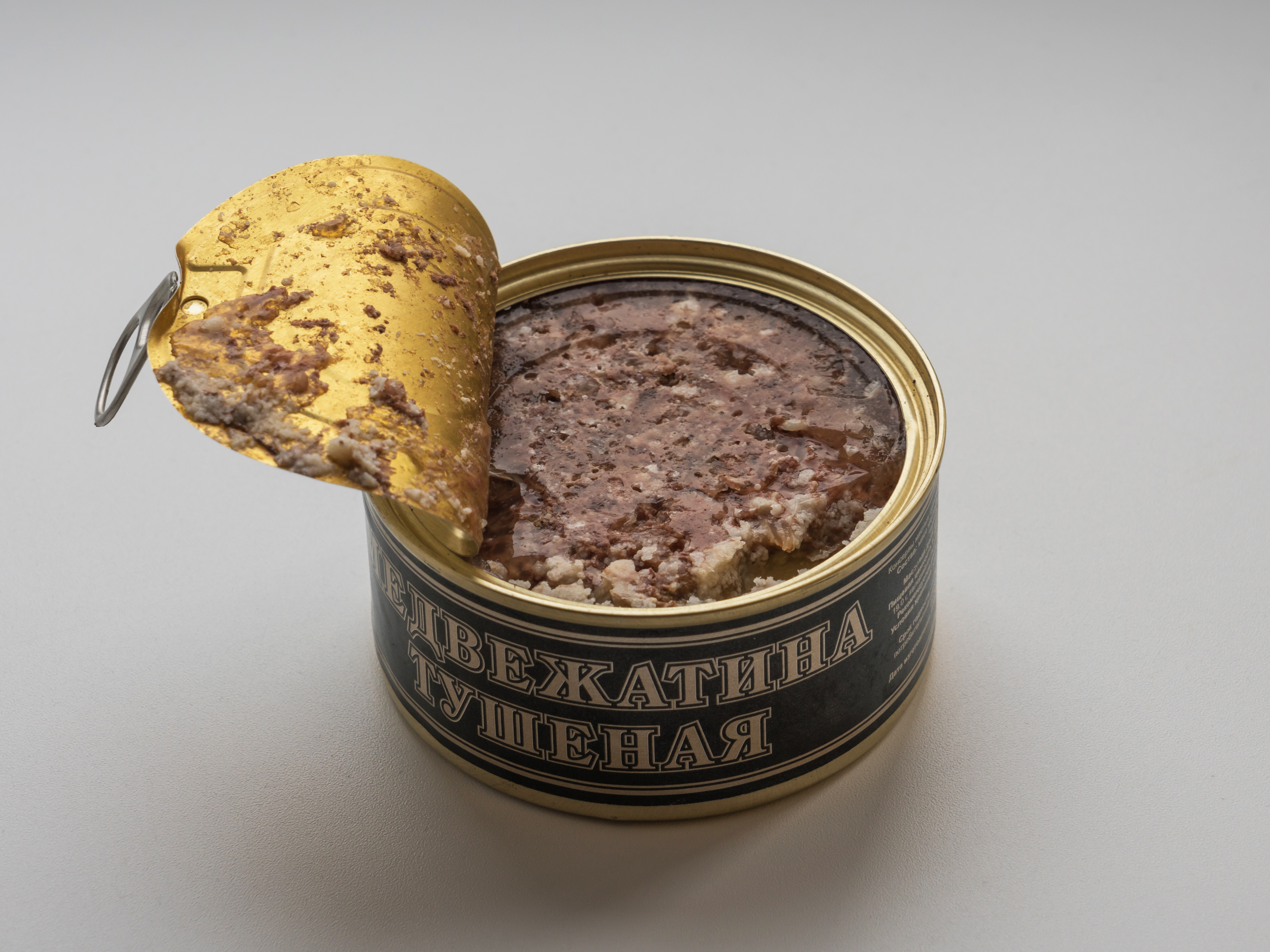
گوشت کنسرو شده خرس در روسیه

پنجه‌ها و ران خرس، بهترین قسمت‌های خرس برای طبخ محسوب می‌شوند. در میان مردم اینوئیت، گوشت خرس قطبی معمولاً در سوپ یا خورش پخته یا بصورت آب‌پز تهیه می‌شود. این گوشت هرگز خام خورده نمی‌شود. کبد خرس قطبی غیرقابل خوردن است، زیرا حاوی مقادیر زیادی ویتامین A است و بسیار سمی است.

## ترکیبات
گوشت خرس، با بافت روغنی، درشت و عطر و طعم شیرین است و بهمین دلیل نظرات و عقاید مختلفی دربارهٔ آن وجود دارد. گوشت خرس باید کاملاً پخته شود زیرا می‌تواند یک عفونت انگلی معروف به تریکینلا داشته باشد و از نظر بالقوه کشنده باشد. این عفونت از نوع باتریشین است، که بزرگترین باکتری کشنده در شمال امریکاست. طعم گوشت خرس متفاوت است و به سن و تغذیه خرس بستگی دارد. بهترین گوشت خرس، گوشت خرس‌های دو ساله است که بیشتر از ماهی از توت تغذیه می‌کنند.